# Herman De Reuse
Herman De Reuse (Liedekerke, 3 mei 1944 - Sainte-Maxime (Frankrijk), 30 mei 2018) was een Belgisch politicus voor Vlaams Belang.

## Levensloop
De Reuse volgde hogere studies aan de Katholieke Universiteit Leuven, waar hij in 1965 een kandidatuur in de moderne geschiedenis voltooide en in 1968 de diploma's van doctor in de rechten en licentiaat in het notariaat behaalde. Van 1968 tot 2017 was hij advocaat aan de balie van Kortrijk. Eerst legde hij zich toe op handels- en vennootschapsrecht, om zich later eerder te concentreren op strafzaken en familierecht. 
De Reuse militeerde aanvankelijk voor de Volksunie en was in oktober 1982 voor deze partij kandidaat bij de gemeenteraadsverkiezingen in Roeselare, waarbij hij niet verkozen raakte. Later stapte hij over naar het Vlaams Blok en voor deze partij zetelde hij van 1994 tot 2012 in de gemeenteraad van Roeselare. Voor de gemeenteraadsverkiezingen van oktober 2012 was hij geen kandidaat meer.
Bij de eerste rechtstreekse verkiezingen voor het Vlaams Parlement van 21 mei 1995 werd hij voor het toenmalige Vlaams Blok verkozen in de kieskring Kortrijk-Roeselare-Tielt. Ook na de volgende Vlaamse verkiezingen van 13 juni 1999 en van 13 juni 2004 bleef hij Vlaams volksvertegenwoordiger tot juni 2009. Vanaf 15 juli 2009 mocht hij zich ere-Vlaams volksvertegenwoordiger noemen. Die eretitel werd hem toegekend door het Bureau (dagelijks bestuur) van het Vlaams Parlement. Gedurende zijn parlementaire loopbaan was De Reuse van 1995 tot 1999 vast lid in de commissie Financiën en Begroting en van 1999 tot 2009 secretaris van de commissie Algemeen Beleid, Financiën en Begroting
In mei 2018 stierf Herman De Reuse aan een hartaderbreuk op vakantie in het zuiden van Frankrijk.
Zijn zoon Immanuel De Reuse werd eveneens politiek actief.